# Asaphidion austriacum
Asaphidion austriacum är en skalbaggsart som beskrevs av Schweiger 1975. Asaphidion austriacum ingår i släktet Asaphidion, och familjen jordlöpare. Arten har ej påträffats i Sverige.